# Комбита
Комбита (исп. Cómbita) — город и муниципалитет в центральной части Колумбии, на территории департамента Бояка. Входит в состав Центральной провинции.

## История
Поселение, из которого позднее вырос город, было основано в 1586 году.

## Географическое положение

Муниципалитет Комбита

Город расположен на севере центральной части департамента, в гористой местности Восточной Кордильеры, к западу от реки Чуло, на расстоянии приблизительно 6 километров к северо-северо-востоку (NNE) от города Тунха, административного центра департамента. Абсолютная высота — 2826 метров над уровнем моря.
Муниципалитет Комбита граничит на севере и северо-востоке с территорией муниципалитета Сотакира, на востоке — с муниципалитетом Тута, на юго-востоке — с муниципалитетом Ойката, на юге — с муниципалитетом Тунха, на юго-западе — с муниципалитетом Мотавита, на западе — с муниципалитетом Аркабуко, на северо-западе — с территорией департамента Сантандер. Площадь муниципалитета составляет 149 км².

## Население
По данным Национального административного департамента статистики Колумбии, совокупная численность населения города и муниципалитета в 2015 году составляла 14 632 человека.
Динамика численности населения муниципалитета по годам:
| 2005   | 2006   | 2007   | 2008   | 2009   | 2010   | 2011   | 2012   | 2013   | 2014   | 2015   |
| ------ | ------ | ------ | ------ | ------ | ------ | ------ | ------ | ------ | ------ | ------ |
| 12 981 | 13 133 | 13 277 | 13 443 | 13 605 | 13 763 | 13 936 | 14 098 | 14 277 | 14 443 | 14 632 |

Согласно данным переписи 2005 года мужчины составляли 48,8 % от населения Комбиты, женщины — соответственно 51,2 %. В расовом отношении белые и метисы составляли 99,97 % от населения города; негры, мулаты и райсальцы — 0,03 %.
Уровень грамотности среди всего населения составлял 88,2 %.

## Экономика
Основу экономики Комбиты составляет сельское хозяйство.

56,2 % от общего числа городских и муниципальных предприятий составляют предприятия торговой сферы, 28,8 % — предприятия сферы обслуживания, 14,8 % —  промышленные предприятия, 0,2 % — предприятия иных отраслей экономики.